# Pentti Tuomikoski
Pentti Jaakko Tuomikoski, född 18 september 1912 i Helsingfors, död där 26 oktober 2002, var en finländsk fysiker.
Tuomikoski blev filosofie licentiat 1953, var under lång tid assistent i matematik och fysik vid Tekniska högskolan i Helsingfors och Helsingfors universitet. Han deltog i planerandet av undervisningen i fysik inför grundandet av Uleåborgs universitet 1959 och var 1960–1975 professor i ämnet där. Han verkade även för att ämnena teoretisk fysik, astronomi och geofysik skulle få professurer där. Det var på hans initiativ som det startades aktiva forskargrupper inom molekylfysikens och den kosmiska strålningens områden vid Uleåborgs universitet.